# Dominik Mesarič
Dominik Mesarič, slovenski hokejist na travi, * 5. maj 1988, Murska Sobota. 
Največje uspehe dosega z matičnim klubom HK Lipovci, kjer igra na poziciji obrambnega ali veznega igralca. 

## Igralska kariera
Pri izbiri športa Dominik pravzaprav ni imel izbire, saj so tako oče Miran Mesarič, kot stric Štefan Mesarič ter tudi starejši brat Robert Mesarič, uveljavljena imena slovenskega hokeja na travi.
Tudi Dominik je kmalu pokazal velik talent in smisel za igro ter postal eden ključnih igralcev mlajših selekcij HK Lipovci. S petnajstimi leti je leta 2003 prvič nastopil za člansko ekipo matičnega kluba. Mesto v prvi enajsterici, si je dokončno zagotovil v letu 2004, po odličnih predstavah na evropskem prvenstvu skupine C v Belorusiji, kjer je s klubom osvojil prvo mesto. Že naslednjo sezono 2004/2005 je postal najboljši strelec državnega prvenstva, tri sezone kasneje (2007/2008), pa bil razglašen tudi za najboljšega igralca državnega prvenstva. Na začetku svoje članske kariere se je uveljavil kot napadalec, kasneje se je zaradi vsestranskosti premaknil tudi na sredino igrišča in v obrambo, kjer se zadnja leta najbolje znajde v vlogi zadnjega veznega igralca in tudi centralnega branilca. 
Uspehe dosega tudi v dvoranski različici hokeja na travi dvoranskem hokeju, kjer je bil leta 2008 z 9 zadetki najboljši strelec evropskega klubskega dvoranskega prvenstva Challenge II v Bolgariji. V sezonah 2009/2010 in 2015/2016 je bil prvi strelec državnega dvoranskega prvenstva. Za HK Lipovci je na evropskih klubskih tekmovanjih v hokeju na travi dosegel 11 zadetkov na evropskih klubskih prvenstvih v dvoranskem hokeju pa 26 zadetkov. Omeniti velja tudi, da je bil za leto 2011 proglašen tudi za tretjega najuspešnejšega športnika občine Beltinci.
S HK Lipovci je do julija 2017 osvojil:
- 15 naslovov državnega prvaka
- 7 naslovov pokalnega prvaka
- 11 naslovov dvoranskega prvaka
- 7 naslovov prvaka Interlige
- 2 naslova evropskega klubskega prvaka skupine C
- 2 naslova evropskega klubskega prvaka skupine Challenge II
- 2 naslova evropskega klubskega prvaka skupine Challenge III
- 2 naslova evropskega klubskega dvoranskega prvaka skupine Challenge II
- 1 naslov prvaka dvoranske Interlige

Leta 2005 je na prijateljski tekmi proti Hrvaški, debitiral v dresu z državnim grbom. Že na svoji drugi tekmi v državni reprezentanci, na Panonskem pokalu v Zagrebu, je z dvema zadetkoma proti reprezentanci Slovaške, bistveno pripomogel k zmagi s 4:3. Vrhunec v dresu reprezentance je dosegel leta 2007, ko je Slovenija osvojila evropsko prvenstvo skupine Challenge II, sam pa je s 7 zadetki postal najboljši strelec tega tekmovanja. Za državno reprezentanco je zbral 30 nastopov in dosegel 14 zadetkov.